# Cacic de Pará
El cacic de Pará (Psarocolius bifasciatus) és una espècie d'ocell de la família dels ictèrids (Icteridae) que habita la selva humida a la zona oriental i meridional de la conca de l'Amazones.

## Taxonomia
Alguns autors consideren que la població septentrional pertany a una espècie diferent:
- Psarocolius yuracares (d'Orbigny i Lafresnaye, 1838) - cacic bicolor[2]